# 그랜트 힐
그랜트 헨리 힐(영어: Grant Henry Hill, 1972년 10월 5일 ~ )은 미국의 은퇴한 농구 선수이다. 그는 현재 NBA TV의 〈NBA Inside Stuff〉의 진행을 맡고 있다. NBA에서 4개의 다른 팀들 디트로이트 피스턴스, 올랜도 매직, 피닉스 선스, 로스앤젤레스 클리퍼스에서 활약했다.
그의 부모는 은퇴한 NFL 미식축구의 러닝백 캘빈 힐과 재닛 힐이다. 그와 그의 부친은 그들의 각각의 스포츠에서 "올해의 신인 선수"였는데 그랜트는 1995년 NBA에서 (제이슨 키드와 함께), 그리고 부친은 1969년 댈러스 카우보이스와 함께 NFL에서였다.
듀크 대학교에서 대학 농구를 하는 동안 그는 1994년 "올해의 ACC 선수", 2회의 NCAA 올아메리칸과 2회의 NCAA 챔피언이었다. 프로 선수로서 그는 1995년 NBA 올해의 공동 신인 선수였고, 7회의 NBA 올스타, 5회의 올NBA 선발 선수와 3회의 NBA 스포츠맨 정신의 상 수상자였다. 그는 또한 네이스미스 농구 명예의 전당의 일원이기도 하다.
자신의 대학 경력을 통해서, 그리고 피스턴스와 함께 한 자신의 세월 초기에 힐은 경기에서 최고의 만능 선수들 중의 하나로서 넓게 숙고되었으며 포인트, 리바운드와 원조에서 가끔 자신의 팀을 지도하였다. 듀크 역사상 최고 선수들 중의 하나로서 예상되어 많은이들은 그가 자신의 시기에서 거대한 대학 농구 선수들 중의 하나였다는 것을 말하는 데 멀리 갔다. 자신이 21.6 포인트, 7.9 리바운드와 6.3 원조를 평균한 피스턴스와 자신의 첫 6개 시즌들 후, 그의 다음 12개의 시즌들은 그가 한 경기에 13.1 포인트, 4.7 리바운드와 2.6 원조 만을 평균하면서 대부분 부상이 일어났다. 2013년 6월 1일 리그에서 19년의 세월 후, 힐은 NBA로부터 자신의 은퇴를 공고하였다. 2015년 6월 24일 힐과 토니 레슬러는 공식적으로 견적 7억 3천만 달러 ~ 8억 5천만 달러를 위하여 애틀랜타 호크스를 매입하였다.
그는 역사학과 정치학에서 두배의 전공과 함께 듀크 대학교로부터 자신의 학사 학위를 취득하였다. 민주당과 제휴를 설립한 힐은 자신이 NBA에서 드래프트된 밤에 빌 클린턴 대통령으로부터 축하의 전화를 받았다. 그는 공공적으로 존 케리의 2004년 대통령 선거 운동과 버락 오바마의 2008년 대통령 선거 운동을 성원하였다.

## 대학 경력
대학을 선택할 시간이 올 때 부친이 노스캐롤라이나 대학교를 오히려 좋아하는 동안 힐의 모친은 폭스 스포츠의 도큐멘터리 〈Beyond Glory〉에 그녀가 아들이 조지타운 대학교에 수학하기를 원했다고 말했다. 힐은 듀크 대학교에 수학하기를 결정하여 블루 데블스와 함께 4년간 활약하여 1991년과 1992년 국내 타이틀을 우승하였다. 듀크는 1973년 캘리포니아 대학교 로스앤젤레스 이래 연속적 타이틀을 우승하는 데 첫 디비전 1 프로그램이 되었다. 블루 데블스에 가장 큰 공헌 선수들 2명 - 크리스천 레이트너와 보비 헐리를 잃음에 불구하고 힐은 듀크를 다시 한번 1994년 챔피언십으로 이끌었으나 아칸소 레이저백스에게 패하였다. 힐은 1993년 국가에서 최고 방어적 선수로서 헨리 아이바 코린시언 상을 수상하였고, 1994년 "올해의 ACC 선수"였다. 자신의 대학 경력 동안 힐은 1,900개의 포인트, 700개의 리바운드, 400개의 어시스트, 200개의 스틸과 100개의 봉쇄 슛 이상을 모으는 데 ACC 역사상 첫 선수가 되었다. 자신의 성공적인 대학 경력의 결과로서 그는 등번호(33)가 영구 결번되는 데 듀크 역사상 8번째 선수가 되었다. 듀크에서 자신의 신입생 시즌 후, 힐은 쿠바 아바나에서 열린 1991년 팬아메리칸 게임에서 동메달을 딴 미국 팀에 활약하였다.
힐은 또한 사상 거대한 대학 농구 경기들 중의 하나로 많은이들에 의하여 숙고된 1992년 켄터키 대학교를 상대로 NCAA 토너먼트 지방 결승전에서 절망적 플레이에서 자신의 역할로 넓게 알려지기도 하다.

## NBA 경력과 팀 USA (1994 ~ 2013)

### 디트로이트 피스톤즈 (1994 ~ 2000)
1994년 듀크 대학교로부터 졸업 후, 힐은 NBA 드래프트에서 3번째 선발과 함께 디트로이트 피스톤즈에 의하여 드래프트되었다. 자신의 첫 시즌에 그는 한 경기에 19.9 포인트, 6.4 리바운드, 5.0 원조와 1.77 도루를 평균하였고 1981년 ~ 82년 시즌에 아이제이아 토머스가 1000 포인트를 득점한 이래 첫 피스턴스의 신인 선수가 되었다. 힐은 댈러스 매버릭스의 제이슨 키드와 함께 "올해의 NBA 신인 선수" 상의 명예를 나누고 그 상을 수상하는 데 1996년 ~ 67년 데이브 빙 이래 첫 피스톤즈 선수가 되었다. 힐은 또한 스포팅 뉴스 올해의 신인 선수 상을 수상하기도 하였다. 그는 1997년 올NBA 퍼스트 팀으로, 그리고 1996년, 1998년, 1999년과 2000년 올NBA 세컨드 팀들로 임명되었다. 힐은 또한 1,289,585의 투표들과 함께 샤킬 오닐을 좁게 꺾으면서 NBA 올스타 팬 비밀 투표를 이끄는 데 첫 신인 선수로서 역사적 순간을 만든 NBA 올스타 경기에 정규적으로 활약하기도 하였다. 추가로 그는 올스타 팬 투표를 이끄는 데 4개의 메이저 프로 스포츠의 아무에서 첫 신인 선수가 되었다.
자신의 2번째 시즌(1995 ~ 1996)에서 그는 다시 한번 올스타 팬 비밀 투표르 이끌었는 데 이번에는 마이클 조던에 적은 차로 이겼다. 그 시즌 동안 힐은 트리플-더블(10)에서 NBA를 이끄면서 자신의 만능을 진열하였다. 그는 또한 애틀랜타에서 열린 1996년 하계 올림픽에서 자신이 팀의 5번째로 최고 득점(9.7)을 가지고 스틸(18)에서 팀을 이끈 미국 남자 농구 팀의 일원으로서 금메달을 획득하였다. 1996년 ~ 97년 시즌에서 힐은 한 경기에 21.4 포인트, 9.0 리바운드, 7.3 어시스트와 1.8 스틸을 평균하였다. 그는 한 시즌에 20 포인트, 9 리바운드와 7 어시스트를 평균하는 데 1989년 ~ 90년 시즌에 래리 버드 이래 첫 선수가 되어 2016년 ~ 17년 NBA 시즌에 러셀 웨스트브룩이 트리플-더블을 평균할 때까지 중복되어 오지 않은 성취였다. 다시 한번 힐은 자신의 13개의 트리플-더블이 리그의 트리플-더블 총계의 35%를 대표한 그 시즌에 트리플-더블에서 리그를 이끌었다. 그는 1월을 위하여 "이달의 리그 선수"였으며 자신의 팀에 가장 큰 통계적 공헌들과 함께 한 선수에게 주어진 NBA의 IBM 상을 수상하기도 하였다. 그는 MVP 투표에서 칼 멀론과 마이클 조던에 밀려 3위를 하였다.
시카고 불스와 함께 스코티 피펜 만큼 힐은 디트로이트에서 "포인트 포워드"의 역할을 취하여 피스턴스의 공격을 뛰었다. 결과로서 1995년 ~ 96년과 1998년 ~ 99년 NBA 시즌들 사이에 힐은 전체 4개의 시즌들의 비가드 선수들 중 한 경기에 원조에서 리그의 지도 선수였다. 록아웃으로 짧아진 1999년 시즌에 3번째로 포인트, 리바운드와 어시스트에서 자신의 팀을 이끌면서 힐은 득점, 리바운드 등에서 한번 이상 자신들의 팀들을 이끄는 데 NBA 역사상 단 3명의 선수들로서 윌트 체임벌린과 엘진 베일러에 가입하였다. 힐과 체임벌린은 3번이나 한 경기에 포인트, 리바운드와 어시스트에서 자신들의 팀들을 이끄는 데 리그 역사상 단 2명의 선수들이다. 힐은 1998년 FIBA 세계 선수권 대회에 나가는 데 선발되었으나 록아웃의 이유로 NBA 소속이 아닌 선수들이 뛰었다.
1999 ~ 2000시즌에 힐은 필드로부터 49%를 슈팅하는 동안 25.8 포인트를 평균하여 MVP 샤킬 오닐과 앨런 아이버슨에 밀려 시즌의 3번째 최고 득점 평균이었다. 그는 한 경기에 6.6 리바운드와 5.2 어시스트를 평균하였다. 하지만 디트로이트에서 힐의 개인적 성취들에 불구하고, 피스톤즈는 플레이오프들에 전혀 이루지 못하였으며 첫 라운드에서 패배(1996년, 1997년과 1999년), 혹은 1994년 ~ 95년과 1997년 ~ 98년 시즌들에서 전체적으로 플레이오프를 놓쳤다. 2000년 플레이오프는 아무런 다른 점이 없었다. 4월 15일 플레이오프가 시작되기 7일 전, 힐은 필라델피아 세븐티식서스를 상대로 경기에서 자신의 왼쪽 발목을 삐었다. 그는 자신이 부상을 입은 발목이 악화된 마이애미 히트를 상대로 첫 라운드 플레이오프 시리즈까지 지속적으로 뛰었고 2번째 경기를 통하여 전반전을 떠나는 데 강요되었다. 결국적으로 히트는 피스턴스를 3 대 0으로 휩쓸었다. 힐은 시초적으로 2000년 올림픽 미국 팀을 위하여 선출되었으나 자신의 발목 부상으로 인하여 활약하지 못하였다.
자신의 발목 부상 전에 자신 경력의 첫 6개의 시즌 후, 힐은 총 9393 포인트, 3417 리바운드와 2720 어시스트들을 가졌다. 오스카 로버트슨, 버드와 르브론 제임스는 자신들의 첫 6개의 시즌 후, 이 총수를 동등하게 만드는 데 리그 역사상 단 3명의 선수들이다.

### 올랜도 매직 (2000 ~ 2007)
제한없는 자유 계약 선수로서 힐은 올랜도 매직과 계약을 맺는 데 계획하였다. 2000년 8월 3일 하지만 피스턴스가 그를 잃음에 최소의 배상을 받은 동안 계약과 이적 거래가 힐이 약간 더욱 유리한 계약을 맺도록 허용하였다. 피스턴스는 7년 92.8백만 달러의 계약으로 힐을 계약 맺고, 처키 앳킨스와 벤 월리스를 위하여 그를 올랜도 매직으로 이적시켰다. 매직은 NBA 엘리트들 중에 올랜도로 돌아오는 데 당시 토론토 랩터스로부터 떨어지는 데 계약이 맺어온 수퍼 스타 트레이시 맥그래디와 함께 힐이 팀을 이루는 것을 희망하였다. 그러나 힐은 발목 부상에 의하여 방해되어 매직과 함께 자신의 첫 시즌에 4개만의 경기들, 2번째 시즌에 14개의 경기와 3번째 시즌에 29개의 경기들 만을 활약하였다. 그는 올랜도 매직과 함께 자신의 4번째의 해(2003 ~ 04)의 전체를 벤치에 안자있도록 강요되었다. 그 동안 2003년 플레이오프에서 매직을 꺾었으나 동부 컨퍼런스 결승전에서 뉴저지 네츠에게 패하고 말은 피스턴스는 이듬해 2004년 챔피언십을 우승하였다.
2003년 3월 힐은 의사들이 자신의 발목을 다시 파쇄하여 그의 다리뼈와 함께 재편성한 주요 수술을 받았다. 수술한 지 5일 후, 힐은 104.5° F(40.3° C)의 열과 경련을 일으켜 병원으로 후송되었다. 의사들은 그의 발목 주위에 비골을 옮기고, 힐이 메티실린 내성 황색포도상구균에 걸렸다는 것을 발견하였다. 그는 1주간 입원하고 6개월 동안 정맥 항생 물질을 택해야 했다.
2004 ~ 2005시즌은 자신 경력에서 일찍인 매우 인기있었던 "올드" 그랜트 힐의 복귀를 보았다. 그에게 몇몇의 경기들을 놓치는 원인을 가져온 멍든 왼쪽 정강이에 의하여 방해되었어도 힐은 매직을 위하여 출발하여 67개의 경기들에서 활약하여 이전의 4개의 시즌에 팀을 위하여 자신이 뛰던 경기의 수를 합쳤다. 2004년 11월 15일과 21일 사이에 1주를 위하여 그는 "이번 주의 동부 컨퍼런스 선수"로 임명되었다. 시즌에 힐은 .509의 필드골 퍼센티지에 한 경기에 19.7 포인트를 평균하였다. 팬들은 다시 그를 올스타 출발 선수로 투표하였고, 그는 서부에 승리를 거두는 데 동부 컨퍼런스 올스타 팀을 이끌었다. 추가로 시즌의 종말에 힐은 NBA 스포츠맨십 수상자에게 주어진 조 듀마스 상을 수상하였다.
2005 ~ 2006시즌 동안 힐은 끈질긴 사타구니 부상들이 시즌의 첫 절반의 거의를 위하여 그를 출장 못하게 하면서 다시 자주 부상을 당하여 그를 21개의 경기들로 제한시켰다. 그는 자신이 뛰는 동안 발에 평탄하지 않은 압력에 의하여 일어난 스포츠 탈장에 걸렸다. 힐은 수술을 받고 만약 또다른 부상을 당한다면 은퇴를 숙고하려는 주장을 하였다.
2006 ~ 2007시즌에 힐은 자신의 은퇴에 둘러싼 다수의 소문들에 불구하고 부상들로부터 복귀하였다. 힐은 오프 시즌 동안 밴쿠버에서 전문가들로부터 발목 회전 치료를 받고, 자신의 왼쪽 발목에 많은 동작을 다시 얻었다고 진술하였다. 자신의 왼쪽 무릎에 부상들과 자신의 왼쪽 발목에 건과 문제들에 불구하고 힐은 65개의 경기들에서 활약하는 데 해낼 수 있었다. 그는 한 경기에 14.4 포인트, 3.6 리바운드와 2.1 어시스트들의 평균과 함께 시즌을 끝냈다. 첫 라운드에서 매직은 힐의 이전 팀 피스톤즈를 만났다. 피스톤즈의 막대한 플레이오프 경험은 몇년 동안 중요한 포스트 시즌 액션을 보지 않아온 경험없는 매직에 압도하고, 어떤 폐막 경기들을 가짐에 불구하고 시리즈는 피스턴스가 휩쓴 4 대 0과 끝나 힐이 매직과 함께 2007년 ~ 08년 시즌을 위하여 돌아오느냐, 다른 팀과 계약을 맺느냐 혹은 은퇴하느냐에 결정이 안 나오도록 하였다.

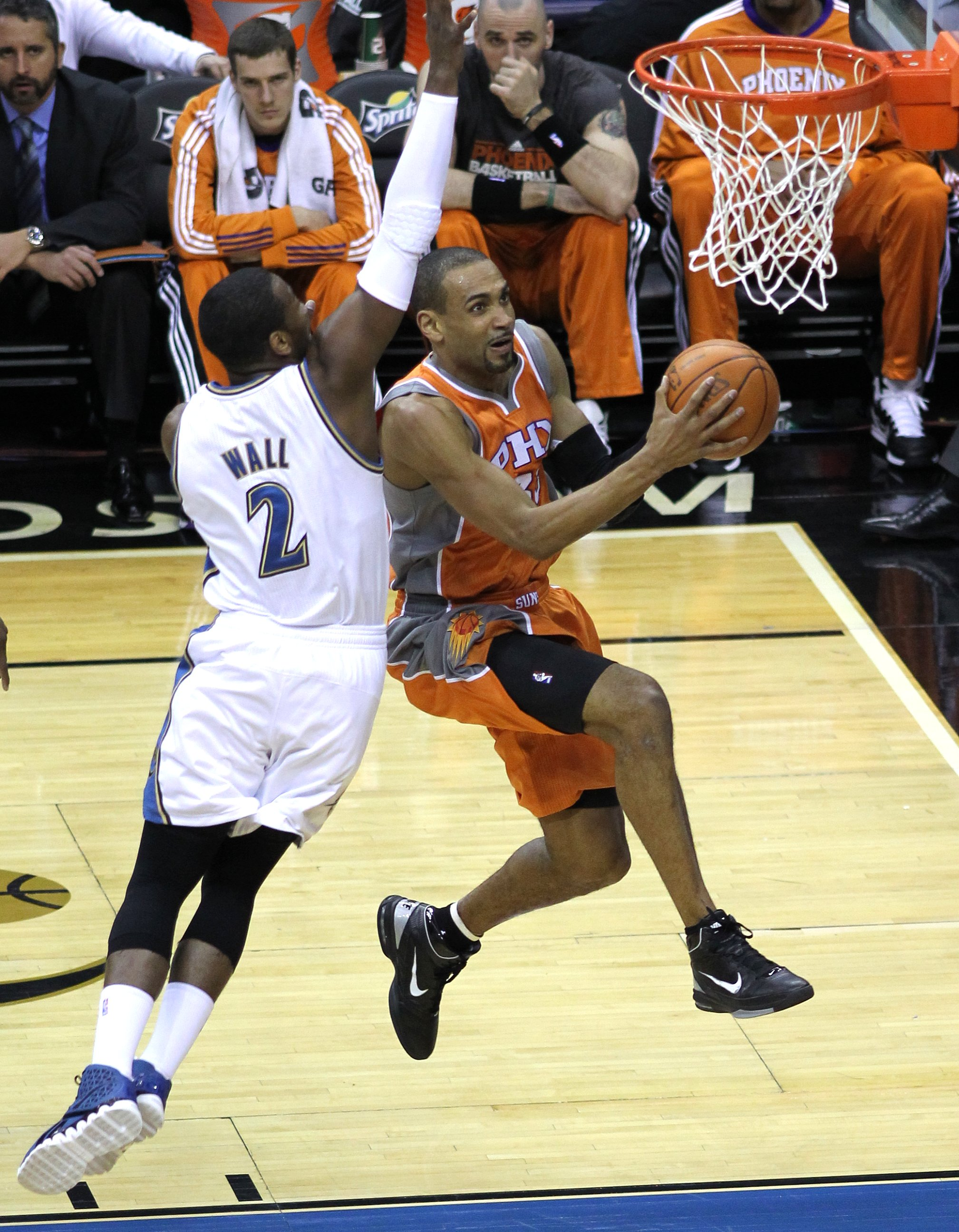
피닉스 선스 대 워싱턴 위저즈 경기에서 힐과 존 월 (2011년)

### 피닉스 선스 (2007 ~ 2012)
2007년 7월 1일 힐은 제한없는 자유 계약 선수가 되었다. 7월 5일 힐의 계약 대리인 론 배비는 7월 1일 힐이 피닉스 선스와 함께 계약을 맺을 작정이라고 말하였다. 다음 해를 위하여 1.97백만 달러의 선수 선택과 함께 힐은 2007년 ~ 08년 시즌을 위하여 1.83백만 달러를 벌었다. 힐은 스티브 내시와 더불어 주장으로 임명되었다. 힐은 선스와 함께 자신의 익숙한 등번호 33을 입는 데 선스 명예의 링 일원 앨번 애덤스에 의하여 허락이 주어졌다. 힐은 선스의 상승 속도 스타일로 잘 적응하여 그 시즌의 초기의 달에 피닉스를 위한 주요 역할 선수로서 포인트에서 2배의 이채를 평균하였다. 2008년 1월 9일 2주 동안 그를 출장 못하게 한 긴급 맹장 수술을 받기 전 팀의 첫 34개의 경기들에서 활약하였다. 시즌을 통하여 다수의 부상들에 의하여 방해되었음에 불구하고 힐은 피스턴스를 떠난 이래 자신의 첫 70개 경기 시즌을 가져 진행에서 한 경기에 13.1 포인트, 5.0 리바운드와 2.9 어시스트를 평균하였다.
2008 ~ 2009시즌에 피닉스 선스를 위하여 활약한 힐은 자신 경력에서 처음으로 82개의 전부 경기들에 나와 한 경기에 12.0 포인트, 4.90 리바운드와 2.3 어시스트를 평균하였고, 선스의 시즌 결승에서 27개의 포인트와 10개의 리바운드를 득점하였다.
2009년 7월 10일 어소시에이티드 프레스는 완전한 중간 수준의 제외를 위한 뉴욕 닉스의 제공과 보스턴 셀틱스가 힐에게 반년의 제외를 제공하는 데 불구하고 힐이 2년 처리를 위하여 피닉스 선스와 함께 재계약을 맺기록 결정하였다고 보고하였다. 계약의 첫해는 힐의 선택에서 2번째 해와 함께 3백만 달러 가치로 믿어졌다.
2010년 피닉스 선스는 서부 컨퍼런스 준결승전으로 진출하여 힐의 첫 플레이오프 시리즈 승리에 특징을 짓고, 리그에서 15년의 세월 후 자신의 첫 플레이오프 시리즈를 우승하는 데 그를 역사상 첫 NBA 선수로 만들었다. 샌안토니오 스퍼스를 4 대 0으로 휩쓴 후, 선스는 그러고나서 로스앤젤레스 레이커스를 향하는 데 서부 컨퍼런스 결승전으로 옮겨갔으나 6개의 경기들에서 패하였다.
그해에 그는 스포팅 뉴스에 의하여 스포츠에서 10번째로 훌륭한 선수로서 선택되었다.
6월 8일 힐은 2010년 ~ 11년 시즌을 위하여 자신의 선택을 연습하였다. 선수는 그 시즌에 2개의 주요 로스터 변화들에 갔다. 대비 시즌 동안 헤도 튀르코을루, 조시 차일드레스와 하킴 워릭이 선스에 가입한 동안 동료 선수 아마레 스타더마이어가 닉스를 위하여 떠났으며, 한해 안에 그들은 다른 3명의 선수들을 위하여 이적되었다. 힐은 38세의 나이 혹은 그 이상에 13개 혹은 그 이상의 포인트를 평균하는 데 7명의 사상 NBA 선수들 중의 하나가 되었다. 2011년 1월 15일 포틀랜드 트레일블레이저스에 우승에서 힐은 16000개의 경력 포인트 이정표를 통과하였다.
12월 9일 힐은 1년 동안 피닉스 선스와 머물기로 결정하여 6.5백만 달러의 계약을 받아들였다. 2011년 ~ 12년 시즌의 말기에 힐은 17000개의 경력 포인트에 도달하여 사상 NBA 득점 명단에서 78위, 경력 어시스트에서 79위와 경력 스틸에서 66위로 시즌을 끝냈다.

### 로스앤젤레스 클리퍼스 (2012 ~ 2013)
선스와 함께 자신의 계약이 만기된 후, 힐은 로스앤젤레스 레이커스, 마이애미 히트, 뉴욕 닉스, 포틀랜드 트레일블레이저스와 오클라호마시티 선더를 포함한 다수의 팀들에 의하여 설득되었다. 2012년 7월 18일 힐은 로스앤젤레스 클리퍼스와 계약을 맺었다. 힐은 대비 시즌에 자신의 오른쪽 무릎에 뼈가 멍이 들어 3달간 활약하지 못하였다. 그러고나서 그는 올랜도 매직을 상대로 2013년 1월 12일 자신의 클리퍼스 데뷔를 하였다. 2012년 ~ 13년 시즌 동안에 그는 29개 만의 경기들에 나가 한 경기에 3.2 포인트과 1.7 리바운드를 평균하였다. 클리퍼스는 56 승 26 패로 끝내면서 서부 컨퍼런스에서 4번째로 최고였으며 프랜차이즈 역사상 처음으로 퍼시픽 디비전을 우승하였다. 하지만 클리퍼스는 첫 라운드에서 6개의 경기 시리즈에 멤피스 그리즐리스에게 떨어졌다.

## 은퇴
2013년 6월 1일 힐은 NBA에서 19년의 세월 후 프로 농구로부터 자신의 은퇴를 공고하였다. 그는 후에 분석가를 되는 데 NBA TV에 가입하였다.
2018년 3월 31일은 힐은 네이스미스 농구 명예의 전당에 헌액되었다.

## 참조
1. ↑  그랜트 힐, 노인정 대신 젊음?…LA 클리퍼스행 《스포츠동아》, 2012년 7월 18일 작성